# Hey Kandi...
Hey Kandi... è il primo album in studio della cantante statunitense Kandi Burruss, pubblicato il 19 settembre 2000 dalla Columbia.

## Tracce
1. Introduction – 0:49 (Kandi Burruss, Bernard Edwards Jr.)
2. Hey Kandi – 4:29 (Kandi Burruss, Bernard Edwards Jr.)
3. Cheatin' on Me – 3:54 (Kandi Burruss, Sam Salter)
4. What I'm Gon' Do to You – 3:50 (Kandi Burruss, Kevin "Shekspere" Briggs, Bernard Edwards Jr., Sam Salter)
5. Don't Think I'm Not – 4:03 (Kandi Burruss, Kevin "Shekspere" Briggs, Bernard Edwards Jr., Katrina Willis)
6. Pants on Fire – 4:21 (Kandi Burruss, Bernard Edwards Jr., Katrina Willis)
7. Can't Come Back – 4:02 (Kandi Burruss, Katrina Willis, Orenthal Harper)
8. I Wanna Know – 3:39 (Kandi Burruss, Kevin "Shekspere" Briggs)
9. Talking 'Bout Me – 4:28 (Kandi Burruss, Bernard Edwards Jr., Katrina Willis, D. Gentry)
10. Sucka for You – 3:52 (Kandi Burruss, Kevin "Shekspere" Briggs, Traci Hale)
11. I Won't Bite My Tongue – 3:44 (Kandi Burruss, Kevin "Shekspere" Briggs, Tamara Johnson)
12. Just So You Know – 4:33 (Katrina Willis, Laney Stewart, L. Tab)
13. Easier (feat. Faith Evans) – 4:23 (Kandi Burruss, Kevin "Shekspere" Briggs, Tameka Cottle, Gary Smith)
14. Outro – 0:44 (Kandi Burruss, Bernard Edwards Jr.)

Traccia aggiunta nella versione giapponese
1. Don't Think I'm Not (Ear Kandi Remix) – 4:03 (Kandi Burruss, Kevin "Shekspere" Briggs, Bernard Edwards Jr., Katrina Willis)

## Classifiche
| Classifica (2000) | Posizione massima |
| ----------------- | ----------------- |
| Stati Uniti       | 72                |